# Eco Planet - Un pianeta da salvare
Eco Planet - Un pianeta da salvare (เอคโค่ จิ๋วก้องโลก, titolo internazionale Echo Planet) è un film thailandese del 2012 prodotto da Koch Media e diretto da Kompin Kemgumnird.

## Trama
Sam è il figlio viziato e indisponente del presidente di Capital City. Durante una gita con gli scout, il bambino, che fa troppo affidamento sulla tecnologia, si perde e finisce nel villaggio rurale di un paese esotico dove abitano Nora e il suo fratellino Kim. Quando un disastro ecologico di proporzioni bibliche minaccia di distruggere la Terra, i tre piccoli uniscono le forze nel tentativo di salvare il pianeta, messo in pericolo non solo dal riscaldamento globale ma anche da scienziati e politici del mondo che pensano di combattere la minaccia con bombe fredde.